# Barrage de Riète
Le barrage de Riète est situé au sud du bois de Gudanes dans la vallée de l'Aston, sur la commune d'Aston, dans le département de l'Ariège, en région Occitanie.

## Géographie
Situé à 1 075 m d'altitude au sud du village, le barrage hydroélectrique génère un lac de retenue alimenté par l'Aston et son affluent le ruisseau de Quioulès qui convergent en entrée de ce lac de 7,5 hectares et profond de 20 m.

## Histoire
Commencé en 1954, il a été achevé en 1956 et est exploité par Électricité de France.

## Caractéristiques

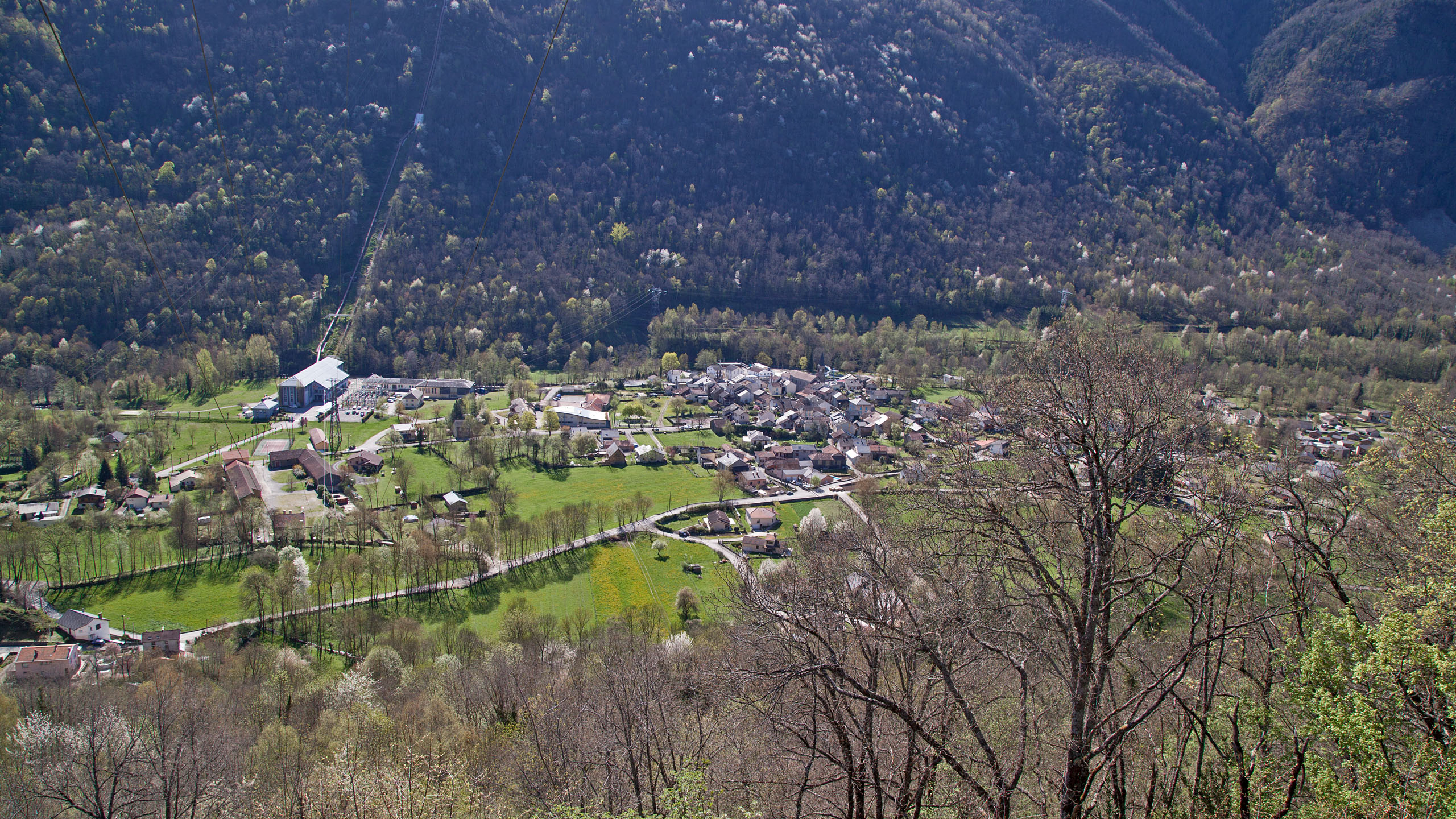
L'arrivée des conduites forcées à l'usine EDF Hydro d'Aston

C'est un barrage voûte d'une hauteur de 34,5 m, d'une longueur de crête de 130 m .
L'eau est captée dans le cadre d'un réseau de conduites forcées alimentant l'usine hydroélectrique d'Aston.

## Voies d'accès
Il est accessible par la route départementale saisonnière D520a qui dessert le barrage, le lac, puis l'usine hydroélectrique approvisionnée par les eaux du barrage de Laparan vers lequel la route goudronnée se termine au profit d'une piste conduisant à l'aire d'interprétation du Pla de Peyres, et au-delà au refuge du Rulhe.

## Activités
Le sentier de grande randonnée 10 traverse l'Aston à 300 mètres environ en aval du barrage. La route et la présence d'un parking facilitent les départs en randonnée dans le secteur.